# NGC 7253A
NGC 7253A is een balkspiraalstelsel in het sterrenbeeld Pegasus. Het hemelobject werd op 9 september 1863 ontdekt door de Duitse astronoom Albert Marth.

## Synoniemen
- VV 242
- UGC 11984
- Arp 278
- MCG 5-52-10
- KCPG 566A
- ZWG 494.14
- PGC 68572